# City of Blue Mountains
City of Blue Mountains is een Local Government Area (LGA) in Australië in de staat New South Wales. City of Blue Mountains telt 76.088 inwoners. De hoofdplaats is Katoomba.

## Stedenbanden
- Sanda (Japan)
- Flagstaff (Arizona) (Verenigde Staten)

Albury ·
Armidale ·
Bathurst ·
Blue Mountains ·
Broken Hill ·
Cessnock ·
Coffs Harbour ·
Dubbo ·
Gosford ·
Goulburn ·
Grafton ·
Griffith ·
Greater Taree ·
Hawkesbury ·
Lake Macquarie ·
Lismore ·
Lithgow ·
Maitland ·
Newcastle ·
Orange ·
Queanbeyan ·
Shellharbour ·
Shoalhaven ·
Sydney (hoofdstad) ·
Tamworth ·
Tanglewood ·
Wagga Wagga ·
Wollongong ·
Wyong